# Leptogenys nebra
Leptogenys nebra är en myrart som beskrevs av Bolton 1975. Leptogenys nebra ingår i släktet Leptogenys och familjen myror. Inga underarter finns listade i Catalogue of Life.